# باول واتسون (ملحن)
باول واتسون (بالإنجليزية: Paul Watson)‏ هو مغني وملحن أمريكي، ولد في 16 مارس 1952.

## الحياة والمهنة
وُلد واتسون في مونكيز آيبرو بولاية كنتاكي في 16 مارس 1952. اشتهر بعمله مع فرقة (بالإنجليزية: The Orthotonics)‏ و(بالإنجليزية: Sparklehorse)‏ وباتريك فيلان.
ومنذ عام 2007 فصاعداً، عمل بشكل متكرر في نيويورك وأوروبا مع فرقة ”ذا وايرمين“ ومعاونه الرئيسي في تلك الفرقة، الملحن لين رايت.